# Kosmologiske princip
Det kosmologiske princip vedrører universets opbygning og udsiger, at dette på store skalaer (af en størrelse på mindst 200 millioner parsec) er homogent og isotropt. Som det ses, er det i virkeligheden ikke et princip, men snarere en fornuftig filosofisk antagelse eller et aksiom, som lægger store begrænsninger på, hvilke kosmologiske teorier, der er mulige. Princippet er udformet på grundlag af den erkendelse, at en signifikant afvigelse fra homogenitet og isotropi på meget stor skala vil være statistisk usandsynlig, og at det har vist sig at være korrekt ved observationer i forskellige sammenhænge.
Det bemærkes, at princippet gælder for rum, men ikke for tid. Universet er homogent i tid, men kun på tidsskalaer, som ikke er kosmologiske, og det er ikke isotropt over tid ud over tidsskalaer, der er knyttet til reaktioner mellem elementarpartikler. Den ikke-isotrope tids opdukken på større skalaer end dette er et af de mest fundamentale uløste problemer i fysikken.

## Følgevirkninger
Egenskaberne homogenitet og isotropi, som er indeholdt i det kosmologiske princip, indebærer, at Jorden ikke er et særligt eller udvalgt sted i universet (se det Copernikanske princip), og at universet ser ens ud for en hvilken som helst observatør placeret et hvilket som helst sted  i det. Det betyder, at lokale forskelle bliver ubetydelige, når universet betragtes i tilstrækkelig stor skala. Det gælder, uanset hvilken synslinje, observatøren vælger. 
Allerede ved første blik viser observationerne, at der er forskel på galakse-populationerne ved stigende afstande fra Jorden.  Ifølge det kosmologiske princip skal en ændring af galakse-populationen langs synslinjen medføre en ændring af det homogene univers i sin helhed. Derfor kan et homogent univers ikke samtidig være statisk, hvilket det da heller ikke er ifølge observationerne af fjerne galakser. Yderligere indebærer det, at alle synslinjer skal være synkrone, således at galaksernes udviklingstrin skal være på samme niveau ved enhver størrelse af rødforskydningen. 
Når det kosmologiske princip anvendes på den generelle relativitetsteori forudsættes ligeledes et ikke-statisk univers.
Det kosmologiske princips natur indebærer, at det ligger uden for mulighedernes grænse at bekræfte dets betingelser og gyldighed for ethvert sted i universet. Observationerne viser kun, at der er flader med en given rødforskydning (afstand), hvor "ensartede populationer af galakser" er fordelt homogent og isotropt i forhold til Jorden, og på grund af vanskeligheden ved at få billeder af størstedelen af universet i samme dybde som Hubble Deep Field (hvor der ses blandinger af irregulære blå galakser og almindelige galakser) kan der ikke siges noget om, hvorvidt rødforskydningerne er isotrope langs sådanne flader, som optræder der. 

## Det perfekte kosmologiske princip
Det perfekte kosmologiske princip kaldes den udvidelse af det kosmologiske princip, hvor universet også anses for at være homogent og isotropt over tid. Ifølge dette princip er universets alder uden betydning for, hvilken forekomst af galakser, stjernetyper etc. der observeres. Nærliggende objekter skal derfor have samme egenskaber som de fjerne – og efter den gængse teori – langt ældre objekter.
Det perfekte kosmologiske princip ligger bag Steady State-teorien, hvor ensartetheden opnås ved stadig skabelse af nyt stof i rummet.

## Et andet synspunkt
Gyldigheden af det kosmologiske princip udfordres af det generelle problem ved at drage slutninger via induktion, hvilket kan udtrykkes som følger:
"Empiriske observationer af mønstre, der optræder inden for en begrænset ramme, kan ikke kaste lys over tingenes tilstand uden for denne ramme".
Et heterogent rum kan godt indeholde homogene og isotrope områder (omend disse må være irregulært og ulige fordelt).  Anlægges dette synspunkt, er Jorden placeret i et sådant homogent og isotropt område (der dog er af et så uhyre stort omfang, at det strækker sig ud over grænserne for vore hidtidige observationer), men som altså selv er beliggende i et endnu langt større, heterogent univers. Regioner i den heterogene fordeling vil kun kunne opdages, hvis deres struktur  forbliver stabil i så lang tid, at lys kan nå frem mellem de forskellige dele. 
Kunne et heterogent univers opdages, ville noget af det følgende sandsynligvis konstateres:
- Galakser med samme diameter og vinkelstørrelse på himlen vil have væsentligt forskellige rødforskydninger, ud fra hvilke der ville fastlægges vidt forskellige værdier af Hubbles konstant.
- Forskellige galakse-populationer, som har samme forhold mellem antallet af blå irregulære galakser og regulære galakser vil udvise forskellig værdi for rødforskydningen, hvilket fører til forskellige Hubble-konstanter, som er fordelt heterogent over store vinkelskalaer.

## Støtte til princippet
Satellitterne COBE (1989) og WMAP (2003) opsendt af NASA har foretaget målinger af den kosmiske baggrundsstråling (CMB). COBE satellittens målinger viste, at CMB var isotrop i forholdet en til 105 .